# Сузуки витара
Сузуки витара је компактни кросовер који производи јапанска фабрика аутомобила Сузуки од 1988. године, тренутно у четвртој генерацији. Друга и трећа генерација биле су познате као Сузуки гранд витара. Код четврте актуелне избегнут је овај префикс. У Јапану и на неким другим тржиштима зове се Сузуки ескудо.

## Историјат

### Прва генерација (1988–1998)
Оригинална серија је дизајнирана да попуни простор изнад Сузуки џимнија. Прва генерација је била позната као Suzuki Sidekick у Сједињеним Америчким Државама. Северноамеричка верзија настала је као заједнички подухват Сузукија и Џенерал моторса познат као CAMI (Canadian Automotive Manufacturing Inc.). Сајдкик се на северноамеричком тржишту продавао под разним ознакама, као Chevrolet Tracker, GMC Tracker, Asüna Sunrunner и Pontiac Sunrunner. У Шпанији је продаван и као Сантана 300 и 350. На јапанском тржишту била је позната и као Mazda Proceed Levante.

### Друга генерација (1998–2005)
Друга генерација је лансирана 1998. године под називом гранд витара на већини тржишта. У овој генерацији био је нешто већи, скупљи и снажнији. У класи је померен са мини кросовер на компактни кросовер. Био је у пратњи још већег теренца познатог као Сузуки XL-7, који се у Јапану звао гранд ескудо.

### Трећа генерација (2005–2015)
Трећа генерација долази 2005. године и користио је неке компоненте GM Theta платформе. Ово возило је високо рангирано због својих теренских могућности, а осим тога служио је и као породични аутомобил. Био је углавном доступан са петора врата, али на неким тржиштима имао је троја врата, која се једноставно звала витара. У Чилеу модел са петора врата звао се гранд номад.

### Четврта генерација (2015–)
Четврта генерација представљена је 2014. године на салону аутомобила у Паризу, а на тржиште је стигла следеће године. Враћен јој је првобитни назив витара, али је променила своје оф-роуд особине и постала је класични градски кросовер. У односу на претходну генерацију, ова витара има смањене димензије, као и међуосовинско растојање које је краће за 140 мм. Дели платформу и многе компоненте са Сузукијевим већим кросовером SX4 S-Cross. Производи се у граду Острогон, у Мађарској.
Глави конкуренти витари су Дачија дастер, Мазда CX-3, Мицубиши ASX, Нисан џук, Опел мока, Пежо 2008, Рено каптур, Ситроен Ц4 кактус, Тојота C-HR, Фијат 500X, Хонда HR-V, Џип ренегејд, Шкода јети и други.
Спољашњи изглед је конвенционалног дизајна. Својим агресивним коцкастим изгледом и мањим препустима преко точкова делује робусније, као прави теренски аутомобил. На предњем делу је велика хромирана маска која делује луксузно и престижно. На задњем крају доминирају масивни браник и фино обликована стоп-светла. Унутрашњост је робусна и у спортском стилу. Како би привукли различите групе купаца, компанија је предвидела велики број могућности за индивидуализацију витаре, укључујући и двобојне верзије.
Сузуки је реализовао специјалну верзију витаре под називом витара С или витара спорт на неким тржиштима.
Године 2015, на Euro NCAP тестовима судара, витара је добила максималних пет звездица за безбедност.
У зависности од пакета опреме може имати погон на сва четири точка и аутоматски мењач. Од мотора уграђују се бензински од 1.4 (140 КС), 1.6 (120 КС) и дизел мотори 1.6 (120 КС).